# NGC 1615
NGC 1615 je galaksija u zviježđu Biku.

## Vanjske poveznice
- SEDS: NGC 1615